# Sumatrzak Deissnera
Sumatrzak Deissnera, ostrogon Deissnera (Parosphromenus deissneri) – gatunek ryby z rodziny guramiowatych (Osphronemidae). Bywa hodowana w akwariach.

## Występowanie
Sumatrzak Deissnera znany jest jedynie z Bangka w Indonezji. W literaturze akwarystycznej jako miejsce jego występowania opisano również wyspę Sumatra i Półwysep Malajski

## Warunki hodowlane
Sumatrzak Deissnera jest płochliwym gatunkiem, dlatego też akwarium powinno być gęsto obsadzone roślinnością oraz posiadać kilka grot. Najlepszymi towarzyszami w akwarium są małe, spokojne i nieagresywne gatunki. Woda powinna być miękka i kwaśna, a oświetlenie niezbyt jaskrawe. Temperatura wody powinna wynosić ok. 26 °C.

## Pożywienie
Żywi się różnym pokarmem, głównie żywym.

## Rozmnażanie
Sumatrzak Deissnera składa ikrę na wewnętrznym sklepieniu groty. Jeśli tarło będzie zakończone samiec wytwarza pęcherzyki powietrza, w celu osłonięcia ikry. Po trzech dobach następuje wylęg młodych, których pilnuje samiec.